# Gustav Rydén
Gustav Natanael Rydén, född 19 mars 1889 i Borgs socken, Östergötland, död 1 februari 1981 i Norrköping, Sankt Olai församling, var en svensk pressfotograf.
Gustav Rydén, eller "Mr Rajden" som han kallades, tillhör de legendomspunna pressfotograferna i den svenska dagspressen. Vid 23 års ålder  emigrerade Gustav Rydén år 1912 till USA, där han bland annat arbetade som pressfotograf. Under första världskriget sändes han som krigsfotograf till Europa. Hans karriär med kameran började i första världskrigets skyttegravar när han var krigsfotograf. År 1922 återvände Rydén till Sverige och fortsatte på Dagens Nyheter i Stockholm, där han anställdes 1922. "Mr Rajden" var under 1920- och 1930-talen en av tidningens främsta fotografer. Han var alltid närvarande vid små och stora händelser. Han var anställd vid Dagens Nyheter fram till 1951.
Han gav 1935 ut boken Krig och kungar: En reportagefotografs dagbok.

## Biografi
Gustav Rydén var son till stationskarlen och frikyrkopastorn Anders Gustaf Rydén och Charlotta Elisabet Andersson. Rydén gifte sig den 19 augusti 1920 i Belgien med Elise (Lisette) Leopoldine Bertha Van de Steen, född 6 oktober 1900 i Frameries i Belgien, död 16 augusti 1979 i Solna, Råsunda. Hon var dotter till majoren Pierre Van de Steen och Bertha Bolte. Rydén och hans hustru är begravda på Katolska kyrkogården i Stockholm.

## Flyttade till USA 1912
Åren 1900-1906 var Rydén elev vid Högre allmänna läroverket i Norrköping. Han provade sjömansyrket som gast på skolskeppet Abraham Rydberg. Därefter arbetade han som kassör vid Livförsäkringsaktiebolaget De förenades avdelningskontor i Linköping 1907-1908. När han var 23 år gammal flyttade han 1912 till USA. Där försörjde han sig till en början på olika arbeten, bland annat som gjuteriarbetare, trädgårdsarbetare, simlärare, servitör och som passopp hos en mångmiljonär. På sina få lediga stunder vandrade han med sin lådkamera på New Yorks gator.

## Fotograf i New York 1913-1917
År 1913 genomgick Rydén en fotografisk kurs i New York. Efter fotokursen fick han arbete som biträde i Saronis ateljé på Broadway, centrum för showbusiness i New York. Efter anställning i Theodore C. Marceaus ateljé började han hos Brunei som drev ett tjugotal ateljéer. Rydén blev föreståndare för en av dessa. Han kallades den "lille gentlemannen" och fick många kunder bland teaterfolket. Han arbetade som porträttfotograf i New York, Philadelphia och Boston åren 1913-1917.

## Krigsfotograf i Europa 1917-1919
Åren 1917-1919 arbetade Rydén som krigsfotograf med sergeants grad i amerikanska generalstabens signalkår vid fronten i Frankrike. I och med USA:s inträde i första världskriget lämnade Rydén ateljéfotografens ombonade trygghet och anmälde sig som frivillig till amerikanska armén. Efter träningsläger i Washington, D.C. anlände han till ett härjat Europa. Han var en av 472 medlemmar av "the photographic division", som 1917-1919 med film- och stillbilder dokumenterade general John Pershings amerikanska truppers krigsdeltagande i Europa.
Krigsfotografens vardag bestod av allt från att fotografera obduktioner till att ta propagandabilder av mer glamorösa händelser för hemmafronten. Han skildrade livet på slagfälten och i skyttegravarna och tog bilder när massgravar öppnades. Rydén har berättat, att han under sina resor i krigsområdena för att dokumentera krigets härjningar fotograferade fler sönderskjutna kyrkor än han under sitt liv fotograferade hela. Efter återkomsten till USA arbetade Rydén bland annat som fotolärare för krigsinvalider.

## Fotograf i New York 1919-1921
Åren 1919-1921 var han åter fotograf i New York.

## Pressfotograf för DN åren 1922-1951
1922 bestämde sig Gustav Rydén och hans familj för att återvända till Europa och bosätta sig i Stockholm. Inträdet i den svenska tidningsvärlden skedde under dramatiska former. Rydén blev vittne till en demonstration av arbetslösa i Stockholm som fick ett våldsamt förlopp med bråk mellan polis och demonstranter. I centrum fanns Rydén med sin kamera, också han för övrigt arbetslös. Bilderna publicerades i Dagens Nyheter och en tid därefter anställdes han på tidningen som pressfotograf.
Därefter arbetade Gustav Rydén som pressfotograf för Dagens Nyheter i Stockholm i nära 30 år, åren 1922-1951.
Rydén räknas som en av Sveriges första pressfotografer. Under sin karriär fotograferade Gustav Rydén storheter som Greta Garbo, Ivar Kreuger och kung Gustav V. Han bevakade olympiska spel och andra stora evenemang. För tidningens räkning kom han även att dokumentera det andra världskriget med sin kamera.

## Återvände till Norrköping 1951
Vid pensioneringen 1951 återvände Rydén till Norrköping. Norrköpings förste pressfotograf var Carl Werngren (1891-1950), som var verksam i Norrköping och drev en egen ateljé. Vännen Gustav Rydén tog över verksamheten efter Werngrens död 1950. Gustav Rydén blev ägare av Carl Werngrens fotoatelié i Norrköping 1951. Verksamheten, som låg i Grand Hotels lokaler, drev Rydén i tio år. Förutom arbetet i ateljén anlitades Rydén flitigt som pressfotograf för Östergötlands Dagblad. Det mesta av Gustavs Rydéns fotografiska arv förvaltas ännu av Dagens Nyheter, men drygt 400 av hans bilder finns i Norrköpings stadsmuseums samlingar. Bland dyrgriparna från Rydén på Norrköpings stadsmuseum finns en glasplåt, där Greta Garbo kramar om sin mamma i Stockholm.

## "Mr Rajden" som hovfotograf och pressfotograf
Med "Mr Rajden", som Gustav Rydén kallades, kom bildåldern till Dagens Nyheter och han fick snabbt en framskjuten ställning inom den ännu fåtaliga skaran av svenska pressfotografer. Under Rydéns aktiva tid som pressfotograf var kungahuset ett viktigt bevakningsområde, och han hade som sin tidnings "hovfotograf" en särskilt god relation till kungafamiljen. "Goddag, Rydén. Jasså, du är ute och jagar du också. Fick du en bra plåt nu?" är en replik av Gustav V, krypande genom ett ståltrådsstängsel på Lovön, som ofta citeras såsom belysande för den positiva stämning som rådde mellan kungen och Gustav Rydén.
Rydén blev emellertid också känd för sina vardagsbilder, där hans ödmjukhet och humor många gånger lyste fram. Rydén besatt i hög grad de nödvändiga egenskaperna för att bli en framgångsrik pressfotograf: nyfikenhet och ett väl utvecklat sinne för journalistik tillsammans med en social förmåga att anpassa sig till den för stunden rådande situationen. Genom sitt på en gång djärva och taktfulla uppträdande blev Rydén en läromästare för många kolleger. En stor tillgång var också hans språkkunskaper. Han talade, förutom svenska och engelska, även tyska och franska. I första hand vilar dock Rydéns berömmelse på en lång rad kvalitativt högtstående pressbilder. Flera av dessa, bland annat ögonblicksbilder av prinsessan Astrid och kronprins Leopold, av ärkebiskopen Nathan Söderblom och av den legendariskt kameraskygge Ivar Kreuger, har också flitigt reproducerats i skilda sammanhang.